# Nati nel 1923/Novembre
| Questa pagina contiene informazioni ricavate automaticamente dalle voci biografiche con l'ausilio del template Bio e di un bot. L'aggiornamento è periodico e automatico e ricostruisce completamente la pagina. Se manca una persona in questa lista, sei pregato di non aggiungerla, ma accertati piuttosto che la sua voce biografica contenga il template Bio e che i dati anagrafici siano correttamente compilati. Se il template Bio manca, inseriscilo tu stesso o, in alternativa, metti l'avviso {{tmp\|Bio}} che ne segnala la mancanza. Se i dati riportati sono sbagliati, correggi direttamente la voce biografica; le modifiche saranno visibili in questa lista entro pochi giorni. Per chiarimenti vedi il progetto biografie. La lista contiene solo le 177 persone che sono citate nell'enciclopedia e per le quali è stato implementato correttamente il template Bio. Pagina aggiornata al 26 lug 2025. |

- 1º novembre - Victoria de los Ángeles, soprano spagnolo († 2005)
- 1º novembre - Gordon R. Dickson, scrittore e autore di fantascienza statunitense († 2001)
- 1º novembre - Menachem Elon, giurista israeliano († 2013)
- 1º novembre - Alan P. Merriam, etnomusicologo statunitense († 1980)
- 1º novembre - Sergej Mikaėljan, regista sovietico († 2016)
- 1º novembre - Luigi Pascale, ingegnere aeronautico e imprenditore italiano († 2017)
- 2 novembre - Saka-Acquaye, artista ghanese († 2007)
- 2 novembre - Luis Díez, pallanuotista argentino († 2015)
- 2 novembre - Hazel Douglas, attrice britannica († 2016)
- 2 novembre - Vincenzo Pavone, politico italiano († 2013)
- 2 novembre - Pearl Carr & Teddy Johnson, cantante britannica († 2020)
- 2 novembre - Léon Rossi, allenatore di calcio e calciatore francese († 2007)
- 2 novembre - Cesare Rubini, pallanuotista, cestista e allenatore di pallacanestro italiano († 2011)
- 2 novembre - Ida Vitale, poetessa, traduttrice e saggista uruguaiana
- 3 novembre - Glen Brand, lottatore statunitense († 2008)
- 3 novembre - Violetta Elvin, danzatrice sovietica († 2021)
- 3 novembre - Gino Gerola, poeta e scrittore italiano († 2006)
- 3 novembre - Elly Joenara, attrice e produttrice cinematografica indonesiana († 1992)
- 3 novembre - Charles Nolte, attore e regista teatrale statunitense († 2010)
- 3 novembre - Tomás Ó Fiaich, cardinale e arcivescovo cattolico irlandese († 1990)
- 3 novembre - Wayne See, cestista statunitense († 2019)
- 3 novembre - Leonard Stone, attore statunitense († 2011)
- 3 novembre - Giovanni Battista Urbani, politico italiano († 2018)
- 4 novembre - Severino Cavone, calciatore italiano († 1976)
- 4 novembre - José Ramón Fernández, militare e politico cubano († 2019)
- 4 novembre - Mario Gigante, mafioso statunitense († 2022)
- 4 novembre - Freddy Heineken, dirigente d'azienda e imprenditore olandese († 2002)
- 4 novembre - Gunnar Huseby, pesista e discobolo islandese († 1995)
- 4 novembre - Guillermo Rodríguez Lara, politico e generale ecuadoriano
- 4 novembre - Eugene Sledge, militare statunitense († 2001)
- 4 novembre - Flora Viola, dirigente sportiva italiana († 2009)
- 5 novembre - Rudolf Augstein, giornalista, scrittore e politico tedesco († 2002)
- 5 novembre - Luigi Aurigemma, filosofo, psicoanalista e scrittore italiano († 2007)
- 5 novembre - Giorgio Bellani, giornalista e telecronista sportivo italiano († 1969)
- 5 novembre - Biserka Cvejić, mezzosoprano serbo († 2021)
- 5 novembre - Thomas Flanagan, scrittore statunitense († 2002)
- 5 novembre - Fred Sheffield, cestista statunitense († 2009)
- 6 novembre - Renato Capecchi, baritono italiano († 1998)
- 6 novembre - Aleksandra Čudina, multiplista, giavellottista e lunghista sovietica († 1990)
- 6 novembre - Nininho, calciatore brasiliano († 1997)
- 6 novembre - Donald Houston, attore britannico († 1991)
- 7 novembre - Gianni Polidori, scenografo, costumista e pittore italiano († 1992)
- 7 novembre - Sergio Toja, partigiano italiano († 1944)
- 8 novembre - Erminio Bercarich, calciatore italiano († 1986)
- 8 novembre - Giovanni Castagnola, calciatore italiano († 2007)
- 8 novembre - Faiza Rauf, principessa egiziana († 1994)
- 8 novembre - Michel Evéquoz, schermidore svizzero († 2015)
- 8 novembre - Jack St. Clair Kilby, ingegnere elettrotecnico statunitense († 2005)
- 8 novembre - Fortunato Pasqualino, scrittore, drammaturgo e filosofo italiano († 2008)
- 9 novembre - Renato Angiolini, compositore e pianista italiano († 1985)
- 9 novembre - Maurizio Barendson, giornalista e conduttore televisivo italiano († 1978)
- 9 novembre - Lussorio Bosu, poliziotto italiano († 1944)
- 9 novembre - Alice Coachman, altista statunitense († 2014)
- 9 novembre - Elizabeth Hawley, giornalista e scrittrice statunitense († 2018)
- 9 novembre - Pasquale Macchi, arcivescovo cattolico italiano († 2006)
- 9 novembre - Bror Mellberg, calciatore svedese († 2004)
- 9 novembre - Umberto Righetti, politico italiano († 2012)
- 9 novembre - José Rojas, cestista messicano
- 9 novembre - James Schuyler, poeta statunitense († 1991)
- 10 novembre - Óscar González, pilota automobilistico uruguaiano († 2006)
- 10 novembre - Albert Nightingale, calciatore inglese († 2006)
- 10 novembre - Ollie Shoaff, cestista e allenatore di pallacanestro statunitense († 2001)
- 10 novembre - Andy dela Cruz, cestista filippino († 1993)
- 11 novembre - Alberto Aparicio, calciatore boliviano
- 11 novembre - Bill Downey, cestista statunitense († 2015)
- 11 novembre - Anastasia di Meclemburgo-Schwerin, principessa tedesca († 1979)
- 12 novembre - Aleksy Antkiewicz, pugile polacco († 2005)
- 12 novembre - Bob Brown, cestista statunitense († 2016)
- 12 novembre - José María Busto, calciatore e allenatore di calcio spagnolo († 2012)
- 12 novembre - Alirio Díaz, chitarrista venezuelano († 2016)
- 12 novembre - Loriot, comico e umorista tedesco († 2011)
- 12 novembre - Charlie Mariano, sassofonista statunitense († 2009)
- 12 novembre - Mike Sekowsky, fumettista statunitense († 1989)
- 12 novembre - Richard Venture, attore statunitense († 2017)
- 13 novembre - Alberto Borioni, politico italiano († 1998)
- 13 novembre - Linda Christian, attrice messicana († 2011)
- 14 novembre - Giuseppe Alessandrini, compositore italiano († 2016)
- 14 novembre - Margaret Courtenay, attrice britannica († 1996)
- 14 novembre - Julián Cuenca, calciatore spagnolo († 1969)
- 14 novembre - Sergio Del Pinto, calciatore e allenatore di calcio italiano († 2017)
- 14 novembre - Alberto Giolitti, fumettista italiano († 1993)
- 14 novembre - Misael Pastrana Borrero, politico colombiano († 1997)
- 15 novembre - Margaret Fitts, sceneggiatrice e autrice televisiva statunitense († 2011)
- 15 novembre - Lento Goffi, poeta, critico letterario e giornalista italiano († 2008)
- 16 novembre - Giovanna Bemporad, poetessa e traduttrice italiana († 2013)
- 16 novembre - Ugo Buzzelli, poeta italiano († 2010)
- 16 novembre - Marc Camoletti, commediografo e regista francese († 2003)
- 16 novembre - Giuseppe De Monte, militare e partigiano italiano († 1945)
- 16 novembre - Vincentiu Grigorescu, pittore italiano († 2012)
- 16 novembre - Giuliano Romano, astronomo e divulgatore scientifico italiano († 2013)
- 16 novembre - Jiří Žďárský, calciatore cecoslovacco († 2018)
- 17 novembre - Ruth Bleier, neurofisiologa statunitense († 1988)
- 17 novembre - Hubert Brandenburg, vescovo cattolico tedesco († 2009)
- 17 novembre - Michel Fleury, storico, archeologo e archivista francese († 2002)
- 17 novembre - Raúl López López, cestista e allenatore di pallacanestro cileno
- 17 novembre - Aristides Pereira, politico capoverdiano († 2011)
- 17 novembre - Mária Rohonczi, cestista, velocista e giavellottista ungherese († 1995)
- 17 novembre - Christiane Vaussard, ballerina francese († 2011)
- 18 novembre - Dante Agostini, canoista italiano
- 18 novembre - Roberto Capparelli, calciatore argentino († 2000)
- 18 novembre - Emilio Clerici, cestista italiano († 2024)
- 18 novembre - Robert Graf, attore tedesco († 1966)
- 18 novembre - Alan Shepard, astronauta e aviatore statunitense († 1998)
- 18 novembre - Ted Stevens, politico statunitense († 2010)
- 19 novembre - Piera Aulagnier, psichiatra e psicoanalista italiana († 1990)
- 19 novembre - Eliseo Lodi, allenatore di calcio e calciatore italiano († 2012)
- 19 novembre - Monica Lovinescu, giornalista, scrittrice e critica letteraria romena († 2008)
- 19 novembre - María Isabel Chorobik de Mariani, attivista argentina († 2018)
- 20 novembre - Enzo Balocchi, politico italiano († 2007)
- 20 novembre - Américo Boavida, medico e politico angolano († 1968)
- 20 novembre - Gianni Boninsegna, politico italiano († 1993)
- 20 novembre - Danny Dayton, attore statunitense († 1999)
- 20 novembre - Rina Gatti, scrittrice italiana († 2005)
- 20 novembre - Nadine Gordimer, scrittrice sudafricana († 2014)
- 20 novembre - Silvio Serra, partigiano italiano († 1945)
- 20 novembre - Gunnar Åkerlund, canoista svedese († 2006)
- 21 novembre - Helen Horton, attrice statunitense († 2009)
- 21 novembre - Romeo Panciroli, arcivescovo cattolico italiano († 2006)
- 21 novembre - Evgenija Rjabuškina, cestista sovietica († 2018)
- 21 novembre - Rodolfo Sacco, giurista italiano († 2022)
- 21 novembre - Emanuele Tuttobene, carabiniere italiano († 1980)
- 21 novembre - Xie Jin, regista cinese († 2008)
- 21 novembre - Alvaro Zian, calciatore italiano († 2007)
- 22 novembre - Mario Bedogni, hockeista su ghiaccio, allenatore di hockey su ghiaccio e pattinatore di velocità su ghiaccio italiano († 2017)
- 22 novembre - Mel Bourne, scenografo statunitense († 2003)
- 22 novembre - Aldo Cremonini, politico e avvocato italiano († 2014)
- 22 novembre - Guy Doleman, attore neozelandese († 1996)
- 22 novembre - Arthur Hiller, regista canadese († 2016)
- 22 novembre - Hanna Maron, attrice tedesca († 2014)
- 22 novembre - Rosy Varte, attrice francese († 2012)
- 23 novembre - Veniero Accreman, avvocato, politico e saggista italiano († 2016)
- 23 novembre - Mario De Nigris, partigiano italiano († 2017)
- 23 novembre - Nadia Gray, attrice romena († 1994)
- 23 novembre - Alan Martin, calciatore inglese († 2005)
- 23 novembre - Ruggiero Romano, storico italiano († 2002)
- 23 novembre - Kurt Symanzik, fisico tedesco († 1983)
- 23 novembre - André Versini, attore e sceneggiatore francese († 1966)
- 23 novembre - Gloria Whelan, scrittrice e poetessa statunitense
- 24 novembre - Zlatko Čajkovski, allenatore di calcio e calciatore jugoslavo († 1998)
- 24 novembre - Serge Chaloff, sassofonista statunitense († 1957)
- 24 novembre - Octavio Lepage Barreto, politico venezuelano († 2017)
- 25 novembre - Frane Barbieri, giornalista jugoslavo († 1987)
- 25 novembre - Rodolfo Pietro Bollini, politico italiano († 2021)
- 25 novembre - Mauno Koivisto, economista e politico finlandese († 2017)
- 25 novembre - Rolando Tamburini, politico e sindacalista italiano († 2012)
- 25 novembre - Alfonso Tanga, politico e economista italiano († 2014)
- 26 novembre - Luigi Bettazzi, vescovo cattolico italiano († 2023)
- 26 novembre - Saverio De Michele, imprenditore e politico italiano († 2021)
- 26 novembre - Raimondo Milia, avvocato, politico e dirigente sportivo italiano († 2019)
- 26 novembre - Glauco Monducci, partigiano e dirigente d'azienda italiano († 2007)
- 26 novembre - Lino Procacci, regista italiano († 2012)
- 26 novembre - Giorgio Soavi, scrittore, poeta e giornalista italiano († 2008)
- 27 novembre - Ivan Choma, vescovo cattolico ucraino († 2006)
- 27 novembre - Juvenal, calciatore brasiliano († 2009)
- 27 novembre - František Matys, calciatore cecoslovacco († 1986)
- 27 novembre - Gaia Romanini, costumista italiana († 1990)
- 27 novembre - Aldo Salvetti, partigiano italiano († 1944)
- 27 novembre - Ziaeddin Shademan, cestista e politico iraniano († 2009)
- 27 novembre - Sallustio Stombelli, calciatore e allenatore di calcio italiano
- 28 novembre - Giovanni Aquilecchia, letterato italiano († 2001)
- 28 novembre - Sergio Brusa Pasquè, cestista e ingegnere italiano († 1990)
- 28 novembre - Helen Delich Bentley, politica statunitense († 2016)
- 28 novembre - James Karen, attore statunitense († 2018)
- 28 novembre - Francesco Massarelli, militare italiano († 1977)
- 28 novembre - Emilio Rodríguez, ciclista su strada spagnolo († 1984)
- 29 novembre - Chuck Daigh, pilota automobilistico statunitense († 2008)
- 29 novembre - Augusto Lauro, vescovo cattolico italiano († 2023)
- 29 novembre - Shigeichi Negishi, inventore e imprenditore giapponese († 2024)
- 29 novembre - Francesco Petagna, allenatore di calcio e calciatore italiano († 2000)
- 29 novembre - Jan Tangen, calciatore norvegese († 1966)
- 29 novembre - Dino Tiberi, politico italiano († 2013)
- 29 novembre - Fausto Vega Santander, militare e aviatore messicano († 1945)
- 29 novembre - Valerio Volpini, partigiano, giornalista e storico italiano († 2000)
- 30 novembre - Andrea Cagnoni, calciatore italiano
- 30 novembre - Cho Nam-chul, goista sudcoreano († 2006)
- 30 novembre - Raúl Shaw Moreno, cantante e compositore boliviano († 2003)
- 30 novembre - Giovanni Tarditi, grecista e filologo classico italiano († 1996)